# 대한민국의 국가정보원 차장
국가정보원 차장(國家情報院 次長)은 원장을 보좌하는 직위로, 차관급 정무직공무원으로 보한다.

## 임명
- 국가정보원 차장은 대통령이 임명한다.

## 역할
- 국가정보원 차장은 원장이 부득이한 사유로 직무를 수행할 수 없을 때에는 그 직무를 대행한다.
- 제1차장은 해외·대북 분석을 담당한다.[1][2][3]
- 제2차장은 국내 정보 수집 및 분석과 대공수사를 담당한다.
- 제3차장은 대북공작과 과학·산업·방첩 업무를 담당한다.

## 역대 차장

### 중앙정보연구위원회 부위원장
| 정부      | 대수 | 이름           | 임기                             | 비고 |
| --------- | ---- | -------------- | -------------------------------- | ---- |
| 제2공화국 | 초대 | 정헌주(鄭憲柱) | 1960년 11월 11일~1961년 5월 20일 |      |
| 제2공화국 | 초대 | 이귀영(李貴永) | 1960년 11월 11일~1963년 5월 18일 |      |

### 중앙정보부 차장

#### 중앙정보부 기획운영차장
| 정부      | 대수 | 이름           | 임기                            | 비고   |
| --------- | ---- | -------------- | ------------------------------- | ------ |
| 제2공화국 | 초대 | 서정순(徐廷舜) | 1961년 5월 20일~1963년 2월 21일 | 차관급 |

#### 중앙정보부 행정차장
| 정부      | 대수 | 이름           | 임기                            | 비고 |
| --------- | ---- | -------------- | ------------------------------- | ---- |
| 제2공화국 | 초대 | 석정선(石正善) | 1961년 5월 20일~1962년 4월 17일 |      |
| 제2공화국 | 2대  | 이영근(李永根) | 1962년~1963년 2월 20일          |      |

#### 중앙정보부 차장
| 정부      | 대수           | 이름                            | 임기                            | 비고 |
| --------- | -------------- | ------------------------------- | ------------------------------- | ---- |
| 제2공화국 | 3대            | 박원석(朴元錫)                  | 1963년 2월 21일~1963년 7월 11일 |      |
| 제2공화국 | 4대            | 신직수(申稙秀)                  | 1963년 7월 12일~1963년 12월 7일 |      |
| 제3공화국 | 5대            | 이병두(李秉斗)                  | 1963년 12월 8일~1970년 1월 6일  |      |
| 제3공화국 | 6대            | 김치열(金致烈)                  | 1970년 1월 7일~1973년 12월 3일  |      |
| 제4공화국 | 6대            | 김치열(金致烈)                  | 1970년 1월 7일~1973년 12월 3일  |      |
| 7대       | 김재규(金載圭) | 1973년 12월 4일~1974년 9월 18일 |                                 |      |

#### 중앙정보부 제1차장
| 정부      | 대수 | 이름           | 임기                            | 비고 |
| --------- | ---- | -------------- | ------------------------------- | ---- |
| 제4공화국 | 8대  | 이상익(李相翊) | 1974년 9월~1978년 12월 20일     |      |
| 제4공화국 | 9대  | 윤일균(尹鎰均) | 1979년 1월~1980년 4월 29일      |      |
| 제4공화국 | 10대 | 서정화(徐廷和) | 1980년 4월 29일~1980년 9월 2일  |      |
| 제4공화국 | 11대 | 김성진(金聖鎭) | 1980년 9월 6일~1980년 10월 29일 |      |
| 제4공화국 | 12대 | 현홍주(玄鴻柱) | 1980년 10월 29일~1981년 4월 7일 |      |

#### 중앙정보부 제2차장
| 정부      | 대수 | 이름           | 임기                             | 비고 |
| --------- | ---- | -------------- | -------------------------------- | ---- |
| 제4공화국 | 8대  | 이철희(李哲熙) | 1974년 9월~1978년 12월 20일      |      |
| 제4공화국 | 9대  | 전재덕(全在德) | 1979년 1월~1980년 4월 29일       |      |
| 제4공화국 | 10대 | 김영선(金永先) | 1980년 4월 29일~1980년 10월 29일 |      |
| 제4공화국 | 11대 | 김성진(金聖鎭) | 1980년 10월 29일~1981년 4월 7일  |      |

### 국가안전기획부 차장

#### 국가안전기획부 제1차장
| 정부        | 대수           | 이름                             | 임기                             | 비고            |
| ----------- | -------------- | -------------------------------- | -------------------------------- | --------------- |
| 제5공화국   | 12대           | 현홍주(玄鴻柱)                   | 1981년 4월 8일~1985년 1월 19일   | 장관급으로 격상 |
| 제5공화국   | 13대           | 김근수(金瑾洙)                   | 1985년 1월 19일~1986년 1월 8일   |                 |
| 제5공화국   | 14대           | 이해구(李海龜)                   | 1986년 1월 8일~1987년 5월 29일   |                 |
| 제5공화국   | 15대           | 이상연(李相淵)                   | 1987년 5월 29일~1988년 12월 6일  |                 |
| 노태우 정부 | 15대           | 이상연(李相淵)                   | 1987년 5월 29일~1988년 12월 6일  |                 |
| 16대        | 안응모(安應模) | 1988년 12월 20일~1990년 3월 17일 |                                  |                 |
| 17대        | 김영수(金榮秀) | 1990년 3월 19일~1992년 2월 17일  |                                  |                 |
| 18대        | 성용욱(成鎔旭) | 1992년 2월 17일~1992년 10월 15일 |                                  |                 |
| 19대        | 손진곤(孫晋坤) | 1992년 10월 15일~1993년 3월 3일  |                                  |                 |
| 김영삼 정부 | 20대           | 황창평(黃昌平)                   | 1993년 3월 4일~1994년 12월 24일  | 차관급으로 격하 |
| 김영삼 정부 | 21대           | 정형근(鄭亨根)                   | 1994년 12월 26일~1995년 2월 23일 |                 |
| 김영삼 정부 | 22대           | 오정소(吳正昭)                   | 1995년 2월 28일~1996년 12월 20일 |                 |
| 김영삼 정부 | 23대           | 박일용(朴一龍)                   | 1996년 12월 20일~1998년 3월 7일  |                 |
| 김대중 정부 | 24대           | 신건(辛建)                       | 1998년 3월 8일~1998년 3월 23일   |                 |
| 김대중 정부 | 25대           | 라종일(羅鍾一)                   | 1998년 3월 23일~1999년 1월 22일  |                 |

#### 국가안전기획부 제2차장
| 정부        | 대수           | 이름                             | 임기                            | 비고            |
| ----------- | -------------- | -------------------------------- | ------------------------------- | --------------- |
| 제5공화국   | 11대           | 김성진(金聖鎭)                   | 1981년 4월 8일~1983년 1월       | 장관급으로 격상 |
| 제5공화국   | 12대           | 박세직(朴世直)                   | 1983년 1월~1985년 2월 19일      |                 |
| 제5공화국   | 13대           | 손장래(孫章來)                   | 1985년 5월 20일~1986년 1월 8일  |                 |
| 제5공화국   | 14대           | 이학봉(李鶴捧)                   | 1986년 1월 8일~1988년 5월 16일  |                 |
| 노태우 정부 | 14대           | 이학봉(李鶴捧)                   | 1986년 1월 8일~1988년 5월 16일  |                 |
| 15대        | 안응모(安應模) | 1988년 5월 16일~1988년 12월 20일 |                                 |                 |
| 16대        | 정태동(鄭泰東) | 1988년 12월 20일~1989년 7월 22일 |                                 |                 |
| 17대        | 이상구(李常九) | 1989년 7월 22일~1992년 3월 3일   |                                 |                 |
| 18대        |                | 1992년 3월~1993년 3월 3일        |                                 |                 |
| 김영삼 정부 | 19대           | 김정원(金正源)                   | 1993년 3월 4일~1993년 5월 8일   | 차관급으로 격하 |
| 김영삼 정부 | 20대           | 이병호(李炳浩)                   | 1993년 5월 8일~1996년 12월 24일 |                 |
| 김영삼 정부 | 21대           | 이병기(李丙琪)                   | 1996년 12월 24일~1998년 3월 7일 |                 |
| 김대중 정부 | 22대           | 라종일(羅鍾一)                   | 1998년 3월 8일~1998년 3월 23일  |                 |
| 김대중 정부 | 23대           | 신건(辛建)                       | 1998년 3월 23일~1999년 1월 22일 |                 |

#### 국가안전기획부 제3차장
| 공화국    | 대수 | 이름           | 임기                           | 비고           |
| --------- | ---- | -------------- | ------------------------------ | -------------- |
| 제5공화국 | 초대 | 나희필(羅熙弼) | 1981년 1월 2일~1982년 5월 11일 |                |
| 제5공화국 | 2대  | 육완식(陸完植) | 1986년 4월 13일~1990년         | 현역 육군 중장 |

#### 국가안전기획부 운영차장
| 정부        | 대수 | 이름           | 임기                           | 비고     |
| ----------- | ---- | -------------- | ------------------------------ | -------- |
| 김영삼 정부 | 3대  | 김기섭(金己燮) | 1995년 6월~1997년 2월 28일     |          |
| 김영삼 정부 | -    | 신정용(辛正容) | 1997년 2월 28일~1997년 3월 6일 | 권한대행 |

#### 국가안전기획부 제3차장
| 정부        | 대수 | 이름           | 임기                          | 비고 |
| ----------- | ---- | -------------- | ----------------------------- | ---- |
| 김영삼 정부 | 4대  | 엄익준(嚴翼駿) | 1997년 3월 6일~1998년 3월 7일 |      |

### 국가정보원 차장

#### 국가정보원 제1차장
| 정부        | 대수           | 이름                              | 임기                               | 비고 |
| ----------- | -------------- | --------------------------------- | ---------------------------------- | ---- |
| 김대중 정부 | 25대           | 라종일(羅鍾一)                    | 1999년 1월 22일~1999년 6월 7일     |      |
| 김대중 정부 | 26대           | 권진호(權鎭鎬)                    | 1999년 6월 7일~2001년 4월 9일      |      |
| 김대중 정부 | 27대           | 최명주(崔命柱)                    | 2001년 4월 9일~2003년 4월 30일     |      |
| 노무현 정부 | 28대           | 염돈재(廉焞載)                    | 2003년 5월 1일~2004년 12월 30일    |      |
| 노무현 정부 | 29대           | 서대원(徐大源)                    | 2004년 12월 30일~2006년 4월 25일   |      |
| 노무현 정부 | 30대           | 김만복(金萬福)                    | 2006년 4월 25일~2006년 11월 23일   |      |
| 노무현 정부 | 31대           | 이수혁(李秀赫)                    | 2006년 11월 27일~2008년 3월 9일    |      |
| 이명박 정부 | 32대           | 전옥현(全玉鉉)                    | 2008년 3월 9일~2009년 2월 27일     |      |
| 이명박 정부 | 33대           | 김숙(金塾)                        | 2009년 2월 27일~2011년 4월 7일     |      |
| 이명박 정부 | 34대           | 전재만(全在萬)                    | 2011년 4월 7일~2012년 5월 7일      |      |
| 이명박 정부 | 35대           | 남주홍(南柱洪)                    | 2012년 5월 7일~2013년 4월 15일     |      |
| 박근혜 정부 | 36대           | 한기범(韓基範)                    | 2013년 4월 15일~2016년 2월 4일     |      |
| 박근혜 정부 | 37대           | 김진섭(金晉燮)                    | 2016년 2월 5일~2017년 5월 31일     |      |
| 문재인 정부 |                |                                   |                                    |      |
| 38대        | 서동구(徐東鷗) | 2017년 6월 1일~2019년 8월 14일    |                                    |      |
| 39대        | 최용환(崔容煥) | 2019년 8월 15일~2020년 8월 4일    |                                    |      |
| 40대        | 김상균(金相均) | 2020년 8월 5일~2020년 12월 24일   |                                    |      |
| 41대        | 윤형중(尹亨重) | 2020년 12월 24일~2021년 11월 29일 |                                    |      |
| 42대        | 박선원(朴善源) | 2021년 11월 29일~2022년 5월 11일  |                                    |      |
| 윤석열 정부 | 43대           | 권춘택(權春宅)                    | 2022년 5월 11일 ~ 2023년 11월 26일 |      |
| 윤석열 정부 | 44대           | 홍장원                            | 2023년 11월 26일 ~ 2024년 12월 6일 |      |
| 윤석열 정부 | 45대           | 오호룡                            | 2024년 12월 6일 ~ 2025년 6월 28일  |      |
| 이재명 정부 | 46대           | 이동수                            | 2025년 6월 29일 ~                  |      |

#### 국가정보원 제2차장
| 정부        | 대수            | 이름                            | 임기                               | 비고 |
| ----------- | --------------- | ------------------------------- | ---------------------------------- | ---- |
| 김대중 정부 | 23대            | 신건(辛建)                      | 1999년 1월 22일~1999년 6월 7일     |      |
| 김대중 정부 | 24대            | 엄익준(嚴翼駿)                  | 1999년 6월 7일~2000년 4월 26일     |      |
| 김대중 정부 | 25대            | 김은성(金銀星)                  | 2000년 4월 26일~2001년 11월 24일   |      |
| 김대중 정부 | 26대            | 이수일(李秀一)                  | 2001년 11월 24일~2003년 4월 30일   |      |
| 노무현 정부 | 27대            | 박정삼(朴丁三)                  | 2003년 5월 1일~2004년 12월 30일    |      |
| 노무현 정부 | 28대            | 이상업(李相業)                  | 2004년 12월 30일~2006년 12월 1일   |      |
| 노무현 정부 | 29대            | 한진호(韓進澔)                  | 2006년 12월 1일~2008년 3월 9일     |      |
| 이명박 정부 | 30대            | 김회선(金會瑄)                  | 2008년 3월 10일~2009년 2월 27일    |      |
| 이명박 정부 | 31대            | 박성도(朴成道)                  | 2009년 2월 27일~2010년 9월 8일     |      |
| 이명박 정부 | 32대            | 민병환(閔丙煥)                  | 2010년 9월 8일~2011년 4월 7일      |      |
| 이명박 정부 | 33대            | 민병환(閔丙煥)                  | 2011년 4월 7일~2012년 5월 7일      |      |
| 이명박 정부 | 34대            | 차문희(車文熙)                  | 2012년 5월 7일~2013년 4월 15일     |      |
| 박근혜 정부 | 35대            | 서천호(徐千浩)                  | 2013년 4월 15일~2014년 7월         |      |
| 박근혜 정부 | 37대            | 김수민(金秀敏)                  | 2014년 7월~2016년 2월 4일          |      |
| 박근혜 정부 | 35대            | 최윤수(崔允壽)                  | 2016년 2월 5일~2017년 5월 31일     |      |
| 문재인 정부 |                 |                                 |                                    |      |
| 36대        | 김준환(金峻煥)  | 2017년 6월 1일~2017년 10월      |                                    |      |
| 37대        | 김상균(金相均)  | 2017년 10월~2020년 8월 4일      |                                    |      |
| 38대        | 박정현 (朴政鉉) | 2020년 8월 5일~2021년 11월 26일 |                                    |      |
| 39대        | 천세영          | 2021년 11월 26일~2022년 6월 2일 |                                    |      |
| 윤석열 정부 | 40대            | 김수연(金洙硏)                  | 2022년 6월 3일 ~ 2023년 11월 26일  |      |
| 윤석열 정부 | 41대            | 황원진(黃源珍)                  | 2023년 11월 26일 ~ 2025년 6월 28일 |      |
| 이재명 정부 | 42대            | 김호홍                          | 2025년 6월 29일 ~                  |      |

#### 국가정보원 제3차장
| 정부        | 대수           | 이름                           | 임기                             | 비고 |
| ----------- | -------------- | ------------------------------ | -------------------------------- | ---- |
| 김대중 정부 | 5대            | 김보현(金保鉉)                 | 2000년 7월 1일~2003년 4월 30일   |      |
| 노무현 정부 | 6대            | 김보현(金保鉉)                 | 2003년 5월 1일~2004년 12월 30일  |      |
| 노무현 정부 | 7대            | 최준택(崔俊澤)                 | 2004년 12월 30일~2006년 12월 1일 |      |
| 노무현 정부 | 8대            | 서훈(徐薰)                     | 2006년 12월 1일~2008년 3월 9일   |      |
| 이명박 정부 | 9대            | 한기범(韓基範)                 | 2008년 3월 10일~2009년 2월 27일  |      |
| 이명박 정부 | 10대           | 최종흡                         | 2009년 2월 27일~2010년 9월 8일   |      |
| 이명박 정부 | 11대           | 김남수                         | 2010년 9월 8일~2011년 4월 7일    |      |
| 이명박 정부 | 12대           | 이종명(李鍾明)                 | 2011년 4월 7일~2013년 4월 15일   |      |
| 박근혜 정부 | 13대           | 김규석                         | 2013년 4월 15일~2016년 2월 8일   |      |
| 박근혜 정부 | 14대           | 최종일                         | 2016년 2월 9일~2017년 5월 31일   |      |
| 문재인 정부 |                |                                |                                  |      |
| 15대        | 김상균         | 2017년 6월 1일~2017년 10월     |                                  |      |
| 16대        | 김준환(金峻煥) | 2017년 10월~2020년 8월 4일     |                                  |      |
| 17대        | 김선희(金善喜) | 2020년 8월 5일~2022년 6월 13일 |                                  |      |
| 윤석열 정부 | 18대           | 백종욱                         | 2022년 6월 14일~2024년 2월 12일  |      |
| 윤석열 정부 | 19대           | 윤오준                         | 2024년 2월 13일~2025년 6월 3일   |      |
| 이재명 정부 | 20대           | 김창섭                         | 2025년 8월 13일~                 |      |

## 같이 보기
- 국가정보원
- 국가정보원장
- 기획조정실장
- 국가정보원 차장보